# Conn Iggulden
Conn Iggulden /ˈɪɡəldɛn/ (24 de febrero de 1971) es un autor británico especializado en ficción histórica. Sus novelas están editadas en España por Unidad Editorial.

## Biografía
Nacido en 1971 de padre inglés y madre irlandesa, estudió en la escuela St Martins (Northwood), luego estudió inglés en la Universidad de Londres, y se dedicó a labores educativas durante siete años, llegando a ser cabeza del departamento de inglés en Haydon School, donde uno de sus alumnos era Fearne Cotton. Finalmente dejó de enseñar para escribir su primera novela, Las Puertas de Roma. Está casado, tiene cuatro niños y vive en Hertfordshire, Inglaterra. En agosto de 2014, Iggulden era uno de los 200 personajes públicos que firmaron una carta que se oponía a la independencia escocesa en los preliminares de el referéndum de septiembre.

## Carrera

### Ficción histórica
Iggulden debutó con Las Puertas de Roma, el primero de la serie Emperador, basada en la vida de Julius Caesar, desde la niñez (Las Puertas de Roma) hasta su muerte (Los Dioses de Guerra). La opción de película ha sido vendida a Spitfire Producciones.
El autor ha escrito un quinto libro en la serie, Emperador sin Julio César como protagonista: La Sangre de Dioses, el cual trata la llegada de Octavio Augusto al poder y los acontecimientos después del fin de Los Dioses de Guerra.
Después de completar el cuarto libro en la serie de Emperador, Iggulden empezó una búsqueda de documentación para su serie Conquistador, basado en la vida del líder Mongol y gran conquistador Gengis Kan.
Iggulden publicó el libro Stormbird en 2013 como primero de la tetralogía sobre la Guerra de las Dos Rosas.

### Libros para niños
Iggulden coescribió un libro con su hermano Hal, El Libro Peligroso para Chicos. Cubre alrededor de ochenta temas, desde como construir una goitibera o hacer nudos, a aprender sobre batallas famosas y cómo para hacer cristales de sulfato de aluminio de potasio.

### Adaptaciones
En 2010 se rumoreó que la serie Emperador se adaptaría al cine con Burr Steers como director y con guion de William Broyles y Stephen Harrigan.

### Emperador
- Las Puertas de Roma (2003)
- La Muerte de los Reyes (2004)
- El Campo de Espadas (2005)
- Los Dioses de la Guerra (2006)
- La Sangre de los Dioses (2013)

### Conquistador
- Lobo de las estepas (2007, ISBN 978-0-00-720175-4) (titulados Genghis: Nacimiento de un Imperio en América del Norte, 2010, ISBN 978-0-385-34421-0)
- Señores de las Flechas (2008, ISBN 978-0-00-720177-8) (titulado Genghis: Señores del Lazo en América del Norte, 2010, ISBN 978-0-385-34279-7)
- Los Huesos de las Colinas (2008, ISBN 978-0-00-720179-2)
- Imperio de Plata (2010, ISBN 978-0-00-728800-7) (titulado Genghis: Imperio de Plata en América del Norte, 2010, ISBN 978-0-385-33954-4)
- Conqueror (2011, ISBN 978-0-00-727114-6)

### Guerra delas Dos Rosas
- Tormenta (2013)
- Trinidad (2014)
- Estirpe (2015)
- Amanecer (2016)

### Atenas
- Las Puertas de Atenas (2022)